# المقيلد (مذيخرة)

تعديل مصدري - تعديل

المقيلد محلة تابعة لقرية الاصروم، التابعة لعزلة الافيوش بمديرية مذيخرة إحدى مديريات محافظة إب في الجمهورية اليمنية، بلغ تعداد سكانها 23 حسب تعداد اليمن لعام 2004.